# Olympische Sommerspiele 2004/Teilnehmer (Botswana)
| Gelbes Symbol für Goldmedaillen mit stilisierten Olympischen Ringen | Graues Symbol für Silbermedaillen mit stilisierten Olympischen Ringen | Braundes Symbol für Bronzemedaillen mit stilisierten Olympischen Ringen |
| ------------------------------------------------------------------- | --------------------------------------------------------------------- | ----------------------------------------------------------------------- |
| —                                                                   | —                                                                     | —                                                                       |

Botswana nahm an den Olympischen Sommerspielen 2004 in der griechischen Hauptstadt Athen mit elf Sportlern, einer Frau und zehn Männern, teil.

## Teilnehmer nach Sportarten

### Boxen
- Lechedzani Luza
Fliegengewicht (bis 51 kg) Männer: Qualifikation

- Khumiso Ikgopoleng
Federgewicht (bis 57 kg) Männer: Achtelfinale

### Leichtathletik
- California Molefe
400 Meter Männer: Vorläufe

- Amantle Montsho
400 Meter Frauen: Vorläufe

- Glody Dube
800 Meter Männer: Vorläufe

- Johnson Kubisa, California Molefe, Gaolesiela Salang, und Kagiso Kilego
4 × 400 m Staffel Männer: 8. Platz

- Ndabili Bashingili
Marathon Männer: 25. Platz

- Gable Garenamotse
Weitsprung Männer: Qualifikation